# Michail Alexandrowitsch Korostowzew
Michail Alexandrowitsch Korostowzew, auch Mikhail A. Korostovtsev (russisch Михаи́л Алекса́ндрович Коросто́вцев, * 10. Apriljul. / 23. April 1900greg. in Jekaterinoslaw; † 21. Oktober 1980 in Moskau) war ein russischer Ägyptologe.

## Leben
Korostowzew schloss 1919 die Hauptschule in Tiflis ab. Von 1921 bis 1924 diente er in der Roten Armee, danach in der Marine bis 1934, in der er bis zum Rang eines Hauptmanns aufstieg. 1934 schloss er zudem einen Kurs in Korrespondenz am historischen Departement der Universität Baku ab. Danach arbeitete er in der ägyptologischen Forschung an der Sowjetischen Akademie der Wissenschaften in Sankt Petersburg. Er war ein Schüler von Wassili Wassiljewitsch Struwe. 1940 promovierte er mit einer Arbeit über die Sklaverei in Ägypten während der 18. Dynastie. Während des Zweiten Weltkrieges diente er in der Roten Armee, später übernahm er einen Posten an der Akademie der Wissenschaften in Moskau. 1943 erhielt er einen weiteren Doktortitel für historische Studien über die Schrift und Sprache im alten Ägypten. Von 1943 bis 1947 wurde er nach Ägypten beordert, als Korrespondent der ITAR-TASS und als offizieller Abgeordneter der Akademie der Wissenschaften. Nach einer politisch motivierten falschen Anschuldigung verbrachte er acht Jahre in einem Arbeitslager in Sibirien. Von 1965 leitete er das Institut der Orientstudien der Akademie. 1965 erhielt er zudem einen Ehrendoktor an der Karls-Universität Prag. 1974 wurde er Mitglied der Akademie der Wissenschaften der UdSSR. Seine wichtigsten Publikationen befassten sich mit den hieratischen Papyri des Puschkin-Museum in Moskau.

## Veröffentlichungen (Auswahl)
- Un étendard militaire égyptien? In: Annales du Service des Antiquités de l’Égypte. Band 40, 1947, S. 127–131.
- Египетский язык. ИВЛ, Moskau 1961. (dt. Ägyptische Sprache.)
- Писцы древнего Египта. ИВЛ, Moskau 1962. (dt. Die Schreiber des alten Ägypten.)
- Иератический папирус № 127 из собрания ГМИИ им. А. С. Пушкина. Moskau 1961 (dt. Hieratischer Papyrus No. 127 aus der Sammlung des Puschkin-Museums.)
- Введение в египетскую филологию. Moskau 1963 (dt. Einführung in die ägyptische Philologie.)
- Grammaire du néo-égyptien. Moskau 1973
- Религия древнего Египта. Наука, Moskau 1976, 2001 (dt. Religion des alten Ägypten.)